# Selingstadt

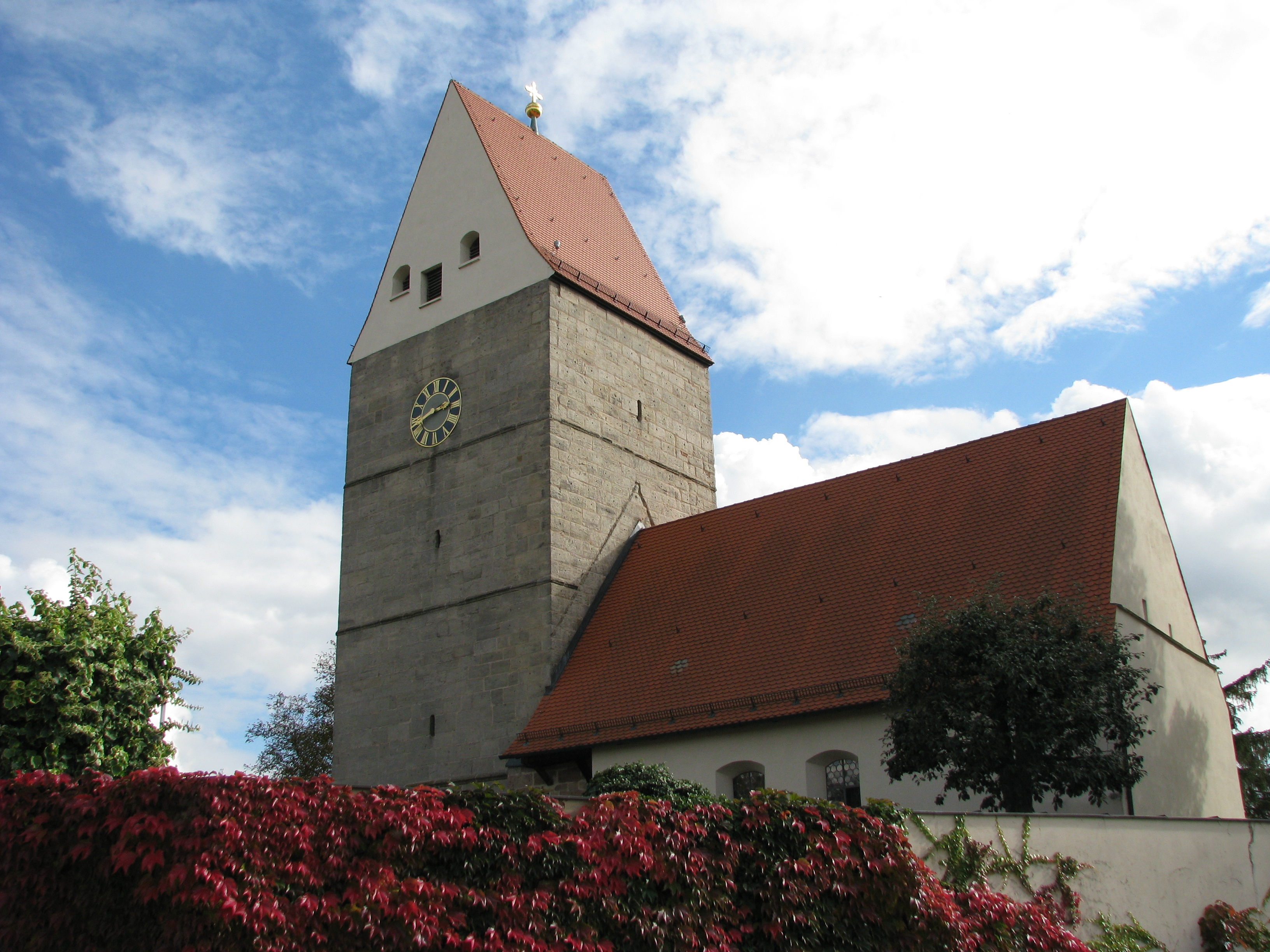
Ortskirche St. Georg

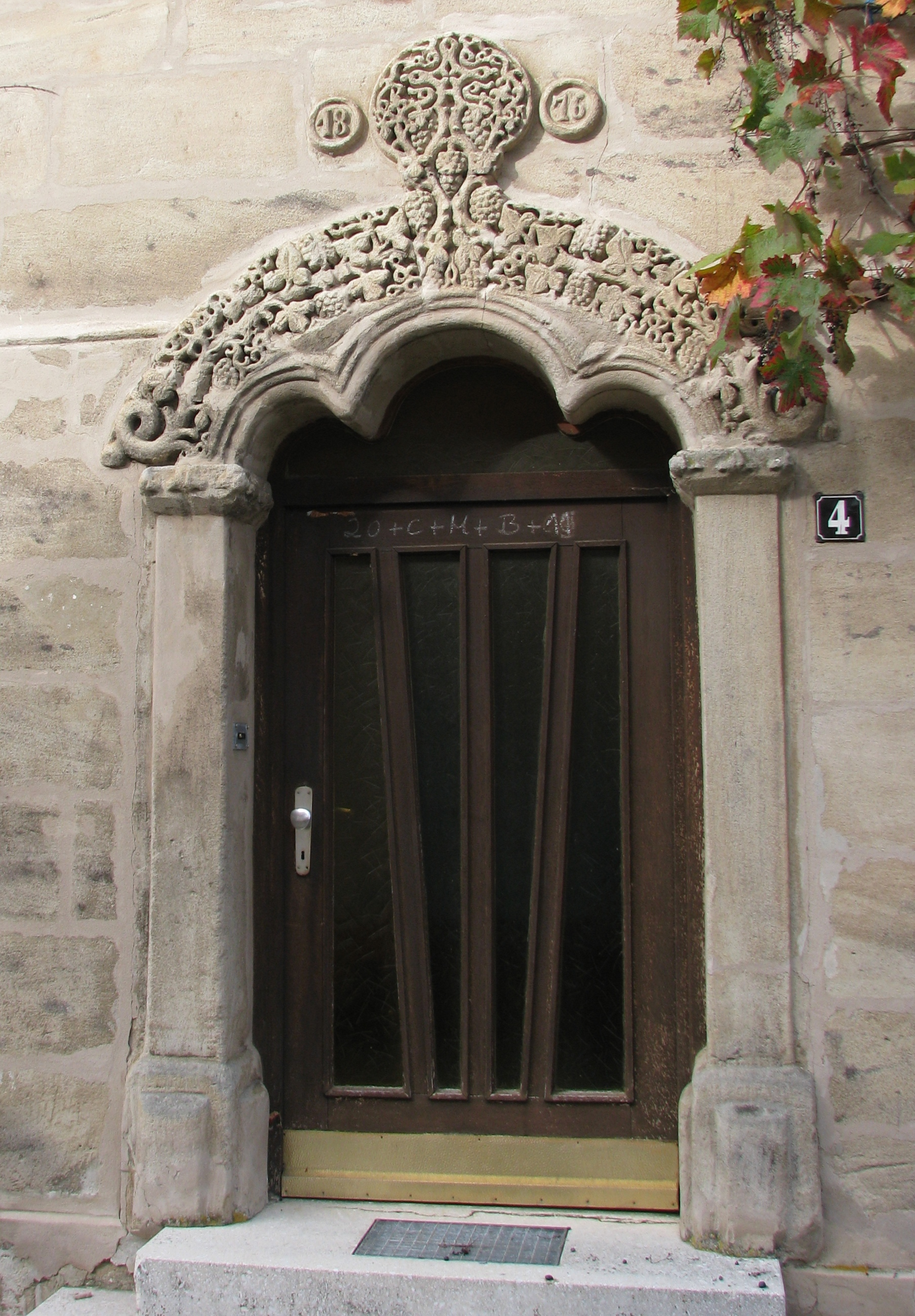
Sandstein-Türgewände von 1816 an Haus Nr. 4

Selingstadt ist ein Gemeindeteil der Stadt Heideck im Landkreis Roth (Mittelfranken, Bayern). Die Gemarkung Selingstadt hat eine Fläche von 5,243 km² und ist in 760 Flurstücke aufgeteilt, die eine durchschnittliche Flurstücksfläche von 6899,08 m² haben. In ihr liegen neben dem namensgebenden Ort der Gemeindeteil Heideck (zum Teil).

## Lage
Das Kirchdorf liegt südöstlich von Heideck an der Staatsstraße 2726. Südwestlich von Selingstadt entspringt der Siechenbach, nordöstlich der Höllachgraben. Eine Gemeindeverbindungsstraße führt nach Rudletzholz. In der Nähe verläuft auf 474 m ü. NHN die Europäische Wasserscheide.

## Geschichte
Der mündlichen Überlieferung nach soll im 7. Jahrhundert der hl. Rupert, der spätere Bischof von Salzburg, bei seiner Missionstätigkeit an einem Ort gepredigt haben, der „selige Stätte“ hieß und sich auf das heutige Selingstadt beziehen soll.
Als „-statt“-Ort liegt Selingstadt an einer Altstraße. Das Kirchdorf ist erstmals 1345 erwähnt.
Kirchlich war Selingstadt (eine ältere Bezeichnung des Ortes lautete auch auf „Seeligendorf“) mit der Kirche St. Georg eine Filiale der Urpfarrei Laibstadt und wurde im 14./15. Jahrhundert Filiale der Pfarrei Heideck; ab 1421 hatte ein Hilfspriester dieser Pfarrei regelmäßig in Selingstadt die Messe zu lesen.
1472 kam das Amt Heideck und damit Selingstadt an Bayern und nach dem Landshuter Erbfolgekrieg 1505 zum neu errichteten Fürstentum Pfalz-Neuburg. Als das pfalz-neuburgische Pflegamt Heideck und damit auch Selingstadt mit seinen 27 Untertanen-Anwesen 1542 an die Burggrafen von Nürnberg verpfändet wurde, führte Nürnberg noch im gleichen Jahr die Reformation ein und errichtete in Selingstadt eine eigene Pfarrei. 1585 wurde das Amt Heideck von Pfalz-Neuburg wieder eingelöst. Die Wiedereinführung der katholischen Religionsausübung im Amt Heideck und damit auch in Selingstadt erfolgte allerdings erst mit der Rekatholisierung von Neuburg-Pfalz unter dem zur alten Kirche zurückgekehrten Pfalzgraf Wolfgang Wilhelm ab dem Jahr 1627 durch eine Jesuitenstation in Heideck; 1642 lösten Weltpriester die Jesuiten ab. Im Dreißigjährigen Krieg wurde Selingstadt gebrandschatzt.
Am Ende des Alten Reiches, um 1800, gab es in Selingstadt 29 Anwesen, darunter ein Hirtenhaus und ein Zapfenwirt, mit Untertanen des pfalz-neuburgischen Landrichteramtes Heideck als Grundherrschaft. Hoch- und niedergerichtlich unterstand das Dorf dem pfalz-neuburgischen Pflegamt Heideck.
Im Königreich Bayern (1806) kam Selingstadt zum Steuerdistrikt Unterrödel, bis es eine eigene Gemeinde im Gerichtsbezirk und Rentamt (später Bezirksamt und Amtsgericht) Hilpoltstein bildete.
In der Nähe von Selingstadt stand bis 1814 der Galgen des in der Stadt Heideck befindlichen Halsgerichtes der Herren von Heideck. 1838 errichtete die Gemeinde ein Schulhaus; der Schulmeister hatte bis 1908 auch den Mesnerdienst zu versehen. Die wenigen Protestanten (1937: 2) waren nach Alfershausen gepfarrt.
Die Zahl der Anwesen in Selingstadt betrug bis zur Mitte des 20. Jahrhunderts circa 30. So gab es 1875 im Dorf 32 Wohngebäude; der Viehbestand machte 14 Pferde, 192 Stück Rindvieh, ebenso viele Schafe, 55 Schweine und vier Ziegen aus. Für 1903 weist das bayerische Ortsverzeichnis 31 Wohngebäude, 20 Pferde, 191 Stück Rindvieh, 106 Schafe, 126 Schweine und vier Ziegen aus; die katholische Dorfschule gehörte zum Schuldistrikt Hilpoltstein.
Mit der Gebietsreform in Bayern wurde das Kirchdorf zum 1. April 1971 Gemeindeteil der Stadt Heideck im Landkreis Roth; noch vor der Gebietsreform hatte die Gemeinde Selingstadt eine Flurbereinigung durchgeführt.

### Einwohnerentwicklung
- 1818: 170 (32 „Feuerstellen“, 31 Familien)[23]
- 1871: 160[24]
- 1900: 154[25]
- 1937: 150[26]
- 1950: 236 (32 Anwesen)[27]
- 1961: 197 (39 Wohngebäude)[28]
- 1970: 194[29]
- 1987: 197 (49 Gebäude mit Wohnraum; 61 Wohnungen)[30]

## Katholische Filialkirche St. Georg
1483 bis 1485 wurde laut Bauinschrift der spätgotische viergeschossige, wegen der Höhenlage von Selingstadt weithin sichtbare Sattelturm aus Sandsteinquadern erbaut, in dem sich der Chor mit einem Sterngewölbe befindet. Circa 1700 wurde das flachgedeckte Langhaus von 13,40 × 8,60 Metern mit 14-Nothelfer-, Maria Hilf- und St. Georg-Altar neu gebaut. Die Kirche sollte 1804 abgebrochen werden, wurde aber dann gegen Übernahme der staatlichen Drittelbaulast der Gemeinde überlassen. 1807 wurde der Friedhof außerhalb des Ortes verlegt. 1834 kam aber der Friedhof um die Kirche wieder zur Nutzung. 1861 wurde die Statue des Kirchenpatrons neu beschafft, 1884 eine neue Sakristei an der Südseite des Chores errichtet und 1885 zum ersten Mal eine Orgel (6 Register) eingebaut. 1937 hingen im Turm drei Glocken aus dem späten 15. oder frühen 16. Jahrhundert. 2000 wurde im Langhaus ein gotisches Wandmalereifragment freigelegt, das die bisherige Annahme von der Bauzeit des Langhauses widerlegt.
Jährlich wird in Selingstadt am Sonntag nach dem 23. April das Georgsfest mit Pferdesegnung begangen.

## Sehenswürdigkeiten
Außer der Filialkirche St. Georg gelten als Baudenkmäler die aus dem 19. Jahrhundert stammenden Bauernhäuser Nr. 4, 5 und 18, die Fachwerkscheune zu Nr. 18 sowie die Sandstein-Kapelle St. Georg von circa 1935 mit einem Gemälde von Max Brenner. Bemerkenswert ist auch ein Sandsteintürgewände von 1842, das in den Neubau von Haus Nr. 15 übernommen wurde.
Ein ursprünglich 1695 errichteter Fachwerkstadel aus Selingstadt steht heute im Fränkischen Freilandmuseum Bad Windsheim.

## Persönlichkeiten
- Michaela Schabinger (* 23. März 1961 in Selingstadt), ehemalige deutsche Sprinterin
- Willibald Harrer (* 14. Februar 1951 in Selingstadt), Lic. theol., Domdekan und Leitender Finanz- und Baudirektor des Bistums Eichstätt[36]
- Georg Schultheiß (* 1946 in Selingstadt; † 2010 in Erlangen), ab 1999 Kreisheimatpfleger im Landkreis Roth, heimatkundlicher Autor[37]

## Vereine
- Freiwillige Feuerwehr Selingstadt